# Raúl Castro
Raúl Alejandro Castro Cruz (Mayarí, 3. lipnja 1931.) bio je predsjednik kubanskog Državnog savjeta (državni poglavar Kube) od 2008. do 2018. i bivši generalni tajnik Pokreta nesvrstanih.
Poznat je kao najmlađi brat predsjednika Fidela Castra. Bio je imenovan na sljedeće dužnosti: Potpredsjednik Vijeća ministara Republike Kube, Prvi potpredsjednik Državnog savjeta Kube, podsekretar Politbiroa i Centralnog komiteta Komunističke partije Kube (PCC) i general armije Revolucionarnih oružanih snaga, drugi po rangu iza vrhovnog komandanta Fidela Castra. Prema Članku 94. kubanskog Ustava, prvi potpredsjednik Državnog savjeta preuzima predsjedničke dužnosti u slučaju bolesti ili smrti predsjednika. 
Dana 1. srpnja 2006. godine Raúl Castro je privremeno preuzeo dužnost predsjednika Državnog savjeta zbog bolesti Fidela Castra. Njegova kći Mariela glavna je aktivistica za prava homoseksualaca na Kubi.
Nacionalna skupština narodne vlasti Republike Kube je 24. veljače 2008. godine jednoglasno ga je izabrala za novog predsjednika Državnog savjeta. Dana 19. travnja 2021. odstupio je s dužnosti predsjednika Komunističke partije Kube.